# Mycomya andreinii
Mycomya andreinii är en tvåvingeart som först beskrevs av Mario Bezzi 1906.  Mycomya andreinii ingår i släktet Mycomya och familjen svampmyggor.
Artens utbredningsområde är Eritrea. Inga underarter finns listade i Catalogue of Life.